# Mecquignies
Mecquignies település Franciaországban, Nord megyében. Lakosainak száma 697 fő (2022. január 1.). Mecquignies Bavay, Audignies, Locquignol és Obies községekkel határos.

## Népesség
A település népességének változása:
| Lakosok száma | 683  | 689  | 699  | 702  | 711  | 720  | 713  | 705  | 697  |
|               | 2013 | 2015 | 2016 | 2017 | 2018 | 2019 | 2020 | 2021 | 2022 |